# Neue evangelistische Übersetzung
Die Neue evangelistische Übersetzung (NeÜ bibel.heute) ist eine von Karl-Heinz Vanheiden erarbeitete, evangelische, kommunikative Bibelübersetzung.
Im Vorwort der Neuen evangelistischen Übersetzung wird ausgeführt: „Die NeÜ ist eine sinngenaue Bibelübersetzung mit einer klaren Orientierung am Grundtext und einer prägnanten und starken Sprache. Die NeÜ ist bibeltreu und vertrauenswürdig – eine Übersetzung in einer zeitgemäßen Sprache, ohne Experimente bei der Übertragung des Textes. Für Leute, die eine gradlinige, unkomplizierte Übersetzung schätzen und die Bibel so leicht lesen wollen wie eine Tageszeitung“. Vanheiden selbst bezeichnet seine Übersetzung als „Einführung in die Bibel, die ein großflächiges Lesen ermöglicht. Sie soll einen Eindruck von der lebendigen Kraft, aber auch von der Schönheit des Wortes Gottes vermitteln.“

## Publikation
Das Neue Testament erschien 2003, das Alte Testament ist seit dem Januar 2009 fertig übersetzt. Im Mai 2010 erschien erstmals die Gesamtausgabe der NeÜ bei der Christlichen Verlagsgesellschaft Dillenburg.

## Übersetzungsprinzipien
Übersetzt wurde unter Zuhilfenahme deutsch- und englischsprachiger Übersetzungen und Kommentare und unter Beachtung des hebräischen, aramäischen und griechischen Grundtextes. Die Übersetzung versucht, Sinn und Struktur des Textes zu erfassen und auch für einen Leser aus nichtchristlichem Umfeld verständlich wiederzugeben. Dabei legt sie größeren Wert auf die sprachliche Klarheit als auf eine wörtliche Wiedergabe. Die Übersetzung verzichtet darauf, bestimmte Begriffe des Grundtextes immer gleich zu übersetzen, sondern passt sie dem jeweiligen Textzusammenhang und dem deutschen Sprachgefühl an. Bei den poetischen Stücken der Bibel wurde versucht, die Texte in einem gewissen Sprachrhythmus wiederzugeben, den man beim lauten Lesen gut erkennt. Überhaupt ist die NeÜ für hörbares Lesen konzipiert.

## Besonderheiten
Eine Besonderheit der NeÜ ist es, dass der Text nicht nur in der gedruckten Endfassung veröffentlicht wird, sondern auch auf der Internetseite des Übersetzers eingesehen werden kann, sodass Verbesserungsvorschläge, Kritik und Anregungen von Seiten der Leser bei der weiteren Arbeit Berücksichtigung finden können. In diesem Sinne wird die NeÜ immer weiter „verfeinert“.
Der Eigenname Gottes im Alten Testament, das sogenannte Tetragrammaton JHWH, wird in der NeÜ durchgehend mit „Jahwe“ wiedergegeben.

### Lizenz und Verfügbarkeit
Der Autor Karl-Heinz Vanheiden erlaubt den kostenlosen Download des Textes und die Verwendung in Bibelprogrammen. Jedoch steht die Neue evangelistische Übersetzung nicht unter einer freien Lizenz.
Für die Bibelprogramme Online-Bibel, MyBible, The Word, The Sword Project, MySword-App und e-Sword ist die NeÜ als Modul erhältlich. Auch für die Android-Apps Online Bible, MySword und andere steht sie als Download zur Verfügung. Darüber hinaus ist der Text über Bibleserver.com online lesbar und kann dort mit verschiedenen anderen Übersetzungen verglichen werden.
Auf der Seite DailyVerses.net wird täglich ein anderer Vers aus der Luther-Bibel und der NeÜ als zweiter Bibel mit einem passenden Bildhintergrund gezeigt.

## Die Stellung der NeÜ im deutschsprachigen Raum
Ähnlich wie die Neue Genfer Übersetzung bemüht sich die NeÜ sowohl um Nähe zum Grundtext als auch um eine klare und prägnante Ausdrucksweise in flüssiger Sprache. Sie versucht somit eine wortgetreue Übersetzungsmethode (wie etwa in der Elberfelder Bibel angewendet) und eine sinngetreue Übersetzungsmethode (wie in Hoffnung für alle) miteinander zu verbinden.

### Rezeption
Angelika Reinknecht beurteilt die NeÜ wie folgt:
„Eng am Grundtext, ohne sinngemäße Umschreibungen. Oft überraschend prägnante Wortwahl. Poetisches Sprachgefühl in den Psalmen. Kurze Sätze in den Paulusbriefen, ohne dass der Sinn verloren ginge.“
Heinrich von Siebenthal (bis 2015 Sprachwissenschaftler an der FTH Gießen) schreibt:
„Die ‚Neue evangelistische Übersetzung‘ (‚NeÜ bibel.heute‘) von K.-H. Vanheiden (2010, Christliche Verlagsgesellschaft Dillenburg) ist ein gutes Beispiel einer kommunikativen ‚I‘-Übersetzung, die ich, ohne zu zögern, empfehlen kann (sprachlich und gelegentlich fachlich Eigenwilligem begegnet man darin äußerst selten): Auf bibeltreuer, exegetisch-theologisch ausgewogener Basis erarbeitet, wird der Originalinhalt der Heiligen Schrift auf eminent verstehbare (äußerst flüssig lesbare) und zuverlässige Weise den Menschen unserer Zeit vermittelt.“
Der konservative Bibellehrer und Autor Rudolf Ebertshäuser, der kommunikative Übersetzungen grundsätzlich ablehnt, bemängelt, dass es sich lediglich um eine Zusammenstellung aus verschiedenen Übersetzungen handele. Seiner Ansicht nach sei die NeÜ außerdem „oberflächlich erarbeitet“.

## Buchausgaben
- NeÜ bibel.heute. Christliche Verlagsgesellschaft, Dillenburg 2010, ISBN 978-3-89436-851-7, aktueller Textstand 2020.
- NeÜ bibel.heute (Verteilbibel). 5. Auflage. Christliche Verlagsgesellschaft, Dillenburg 2018, ISBN 978-3-86353-303-8, Textstand 19-01.
- Jesus - Das Leben (Das Leben von Jesus in chronologischer Reihenfolge nach den Texten der Evangelien.). Christliche Verlagsgesellschaft, Dillenburg 2019, ISBN 978-3-86353-580-3, Illustriert von Alexander Schick.
- (Verteilbibel und kostenlose Neue Testamente in einer Gesamtauflage von über 1,5 Mill. Gesamtauflage aller Druckausgaben über 2,1 Mio.)

## Hörbuch
- Jesus - Das Leben (Das Leben von Jesus in chronologischer Reihenfolge nach den Texten der Evangelien.). Christliche Verlagsgesellschaft, Verlag Mitternachtsruf, Dillenburg 2018, ISBN 978-3-86353-581-0 (Leser: Peter Hahne.).
- NeÜ bibel.heute NT - Hörbibel (Das ganze Neue Testament der NeÜ bibel.heute). Christliche Verlagsgesellschaft, Dillenburg 2020, ISBN 978-3-86353-564-3 (Leser: Arne Schultze-Petzold.).